# Любимивка
Любимивка (на украински: Любимівка) е селище от градски тип в Южна Украйна, Каховски район на Херсонска област. Основано е през 1804 година. Населението му е около 6030 души.